# Ostracion cubicum
Ostracion cubicum es una especie de peces de la familia Ostraciidae en el orden de los Tetraodontiformes.
Su nombre común es pez cofre amarillo o pez cofre moteado.

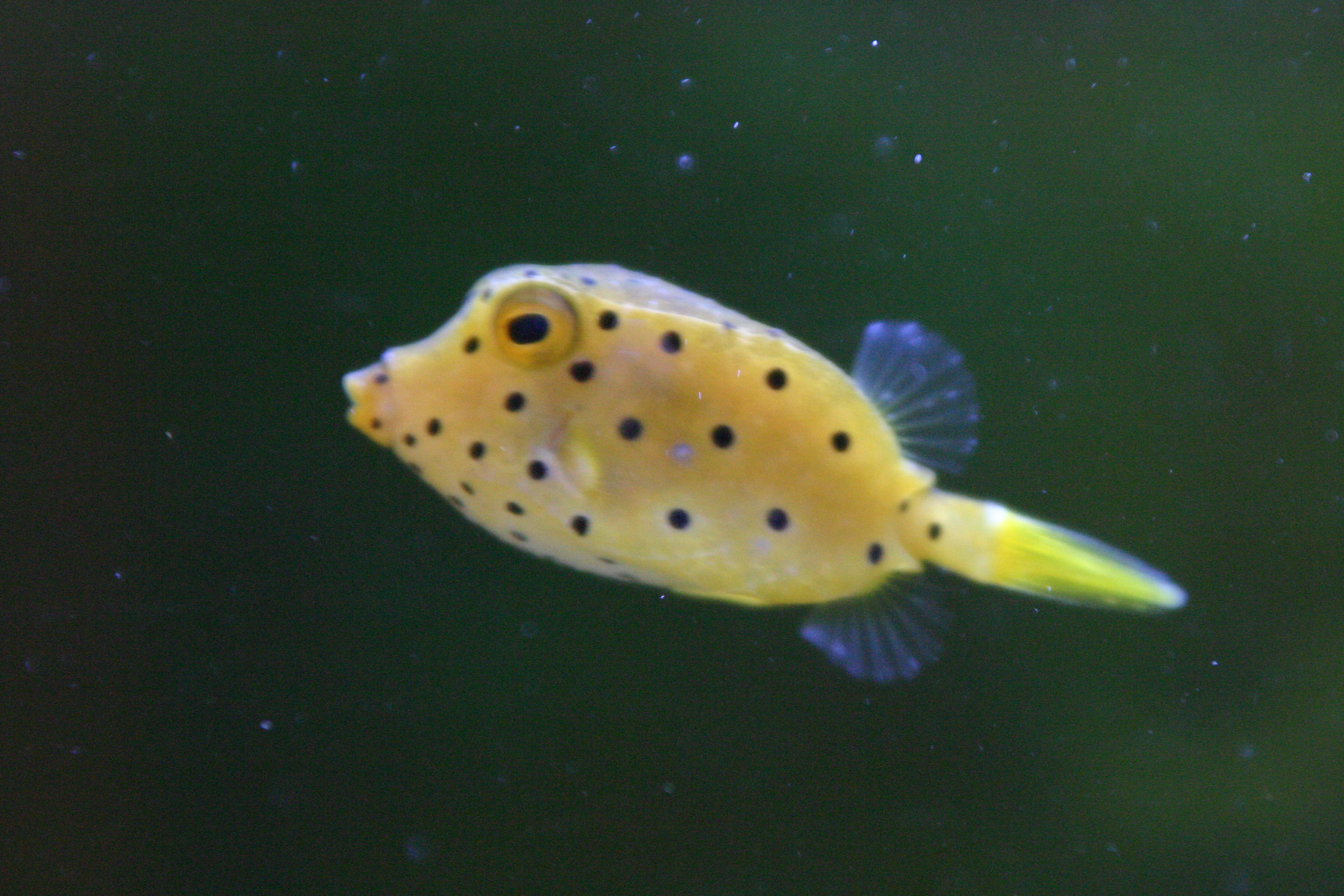
Ejemplar juvenil

## Morfología

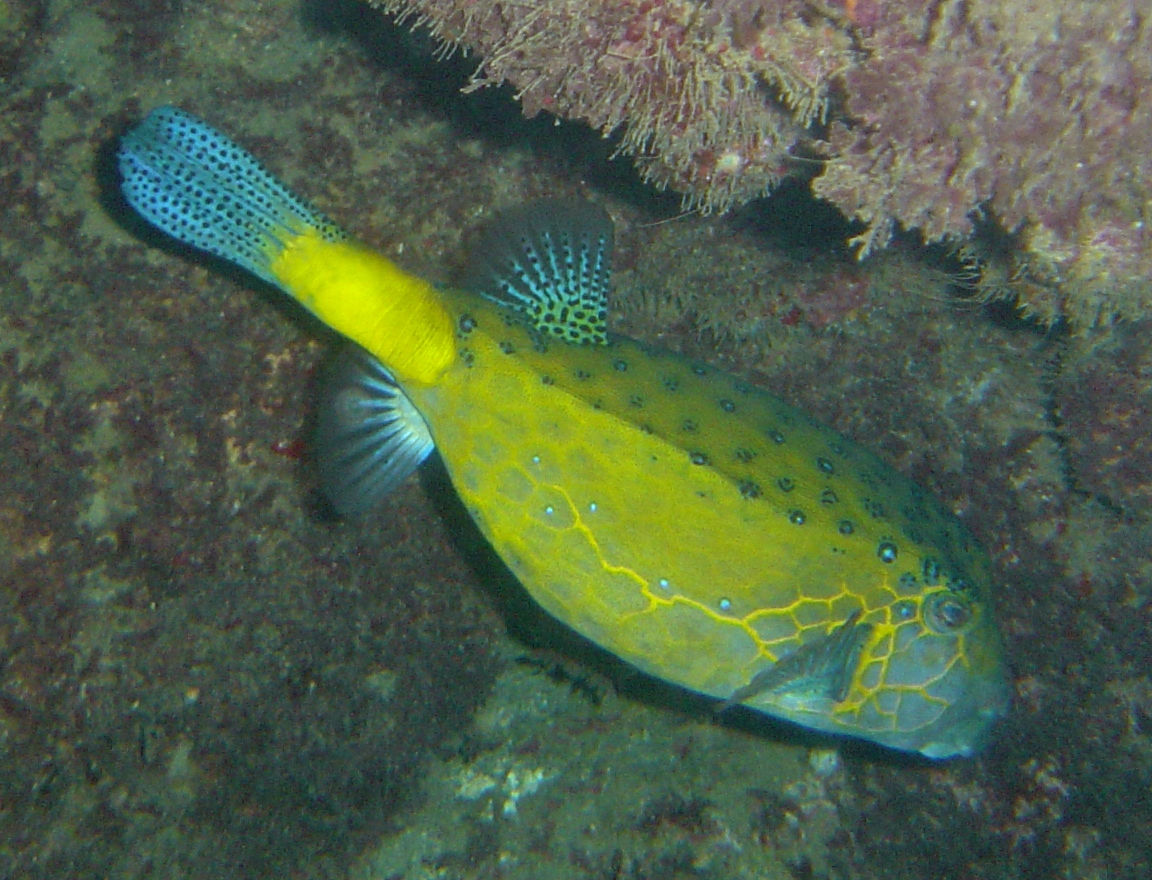
Ejemplar adulto

El pez cofre amarillo se puede reconocer por su característico cuerpo con forma cúbica. Los ejemplares jóvenes tienen una coloración amarilla brillante con puntos negros. Según va creciendo, los puntos se hacen más pequeños y pardos.
Los ejemplares intermedios son marrón claro con puntos azules rodeados por puntos negros o un borde negro. Los adultos más grandes tienen un color pardo mostaza con tonos verde azulados y tienen un protuberancia en el labio superior
Los machos pueden llegar alcanzar los 45 cm de longitud total, aunque en cautividad raramente supera los 20 cm.

## Alimentación
Come algas, microorganismos, invertebrados (por ejemplo, moluscos, poliquetos, crustáceos, foraminiferos) y peces.

## Hábitat
Es un pez de mar de clima tropical y asociado a los  arrecifes de coral, que vive entre 1-280
m de profundidad. Los ejemplares jóvenes viven en pequeños grupos en filones coralinos y rocosos, generalmente zonas con abundancia de Acroporas, para protegerse.

## Comportamiento
Los ejemplares juveniles suelen vivir en grupos, en aguas superficiales pero con corales o algas que les sirvan de protección. De adulto es un pez solitario, que habita cuestas y zonas más profundas del arrecife.
Si se ve atacado o amenazado puede liberar una toxina (Ostracitoxin) que puede contaminar el agua e intoxicar a los habitantes de su entorno. Su carne también es tóxica. El color amrillo intenso de los ejemplares juveniles, es un aviso de su toxicidad para el resto de habitantes, y por tanto, una defensa natural.

## Distribución geográfica
Se encuentra desde el Mar Rojo y el África Oriental (incluyendo la costa sur atlántico de Sudáfrica) hasta las Hawái, las Tuamotu, las Islas Ryukyu y la isla de Lord Howe.También en el mar de Cébeles en las islas de Mabul.

## Mantenimiento
Es una especie difícil de mantener y solo recomendada para expertos. Puede ser mantenido en acuarios a partir de 300-400 l., pero es recomendable mantenerlo en acuarios mayores, ya que si libera su toxina, cuanto mayor volumen de agua, menos riesgo para el resto de habitantes.
No es compatible con el acuario de arrecife, especialmente cuando se hace adulto, ya que pueden estropear corales, anémonas, equinodermos y crustáceos.
Suele ser pacífico y puede convivir con prácticamente todas las especies de peces. Nunca será atacado por especies agresivas, ya que conocen la toxicidad de su carne. Es un pez muy agresivo con los de su especie, por tanto, es recomendable mantener solamente un ejemplar en el acuario o una pareja establecida.

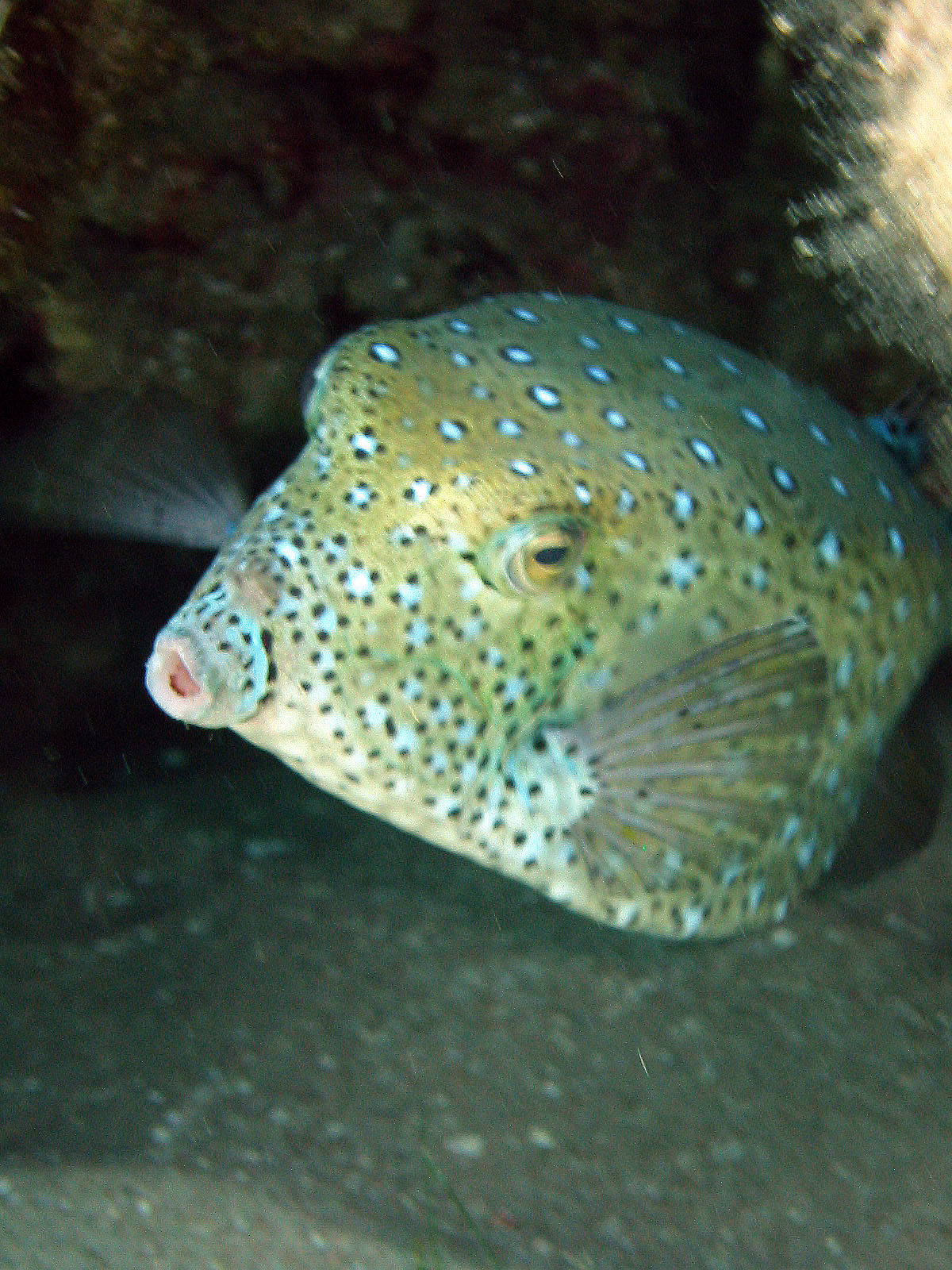